# Liste von Persönlichkeiten der Stadt Lwiw
Die folgende Liste enthält in Lwiw (deutsch Lemberg, polnisch Lwów) geborene sowie zeitweise hier lebende Persönlichkeiten, chronologisch aufgelistet nach dem Geburtsjahr. Die Liste erhebt keinen Anspruch auf Vollständigkeit.
| Inhaltsverzeichnis |
| In Lwiw geborene Persönlichkeiten Vor dem 20. Jahrhundert Bis 1800 • 1801 bis 1830 • 1831 bis 1850 • 1851 bis 1870 • 1871 bis 1880 • 1881 bis 1890 • 1891 bis 1900 20. Jahrhundert 1901 bis 1910 • 1911 bis 1920 • 1921 bis 1930 • 1931 bis 1940 • 1941 bis 1950 • 1951 bis 1960 • 1961 bis 1970 • 1971 bis 1980 • 1981 bis 1990 • 1991 bis 2000 21. Jahrhundert 2001 bis 2010 |
| Mit Lwiw verbundene Personen |
| Mögliche Literatur für noch nicht existierende Biografien in der Liste |

## In Lwiw geborene Persönlichkeiten

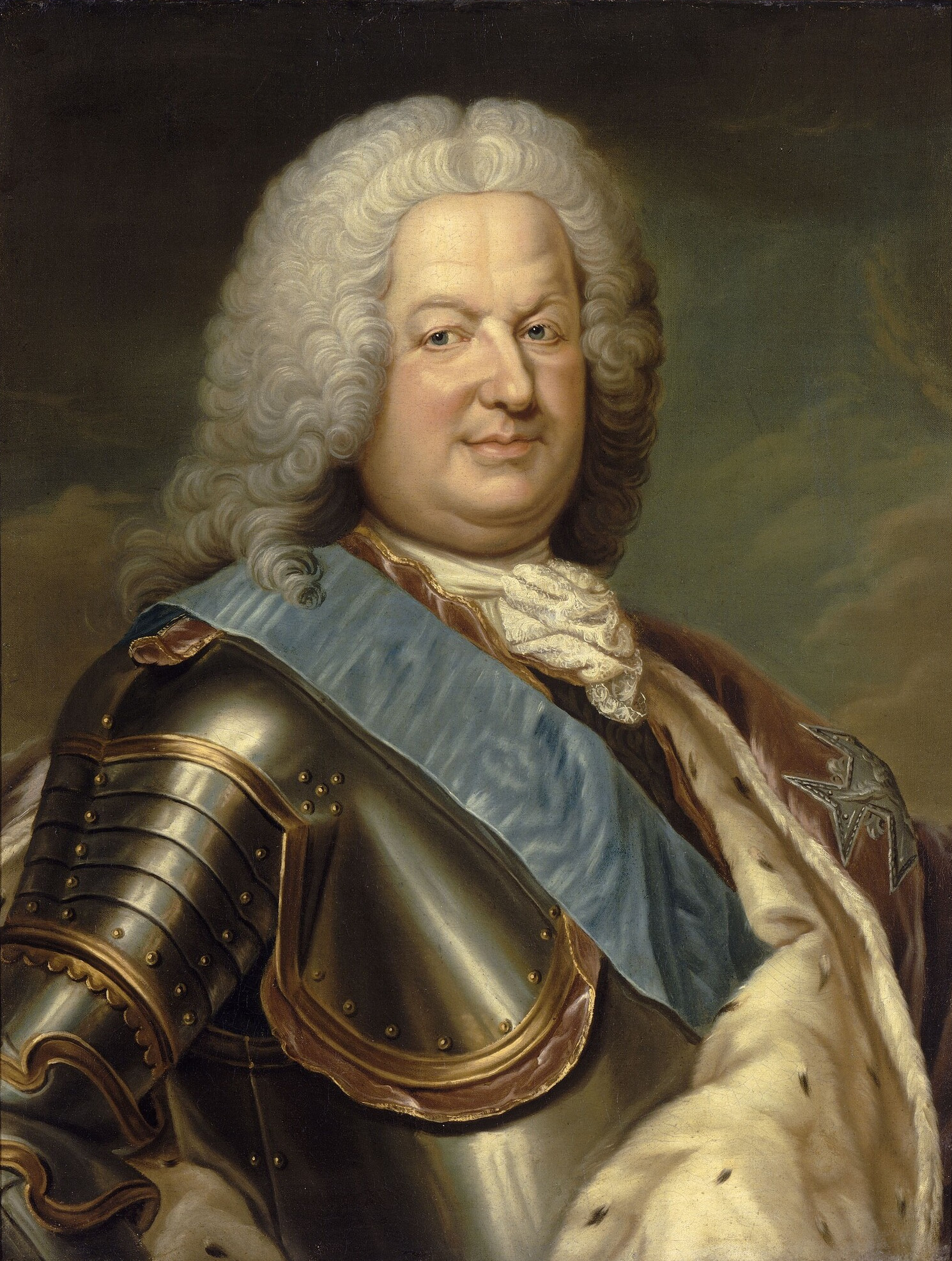
Stanislaus I. Leszczyński

Karl Fürst von Jablonowski

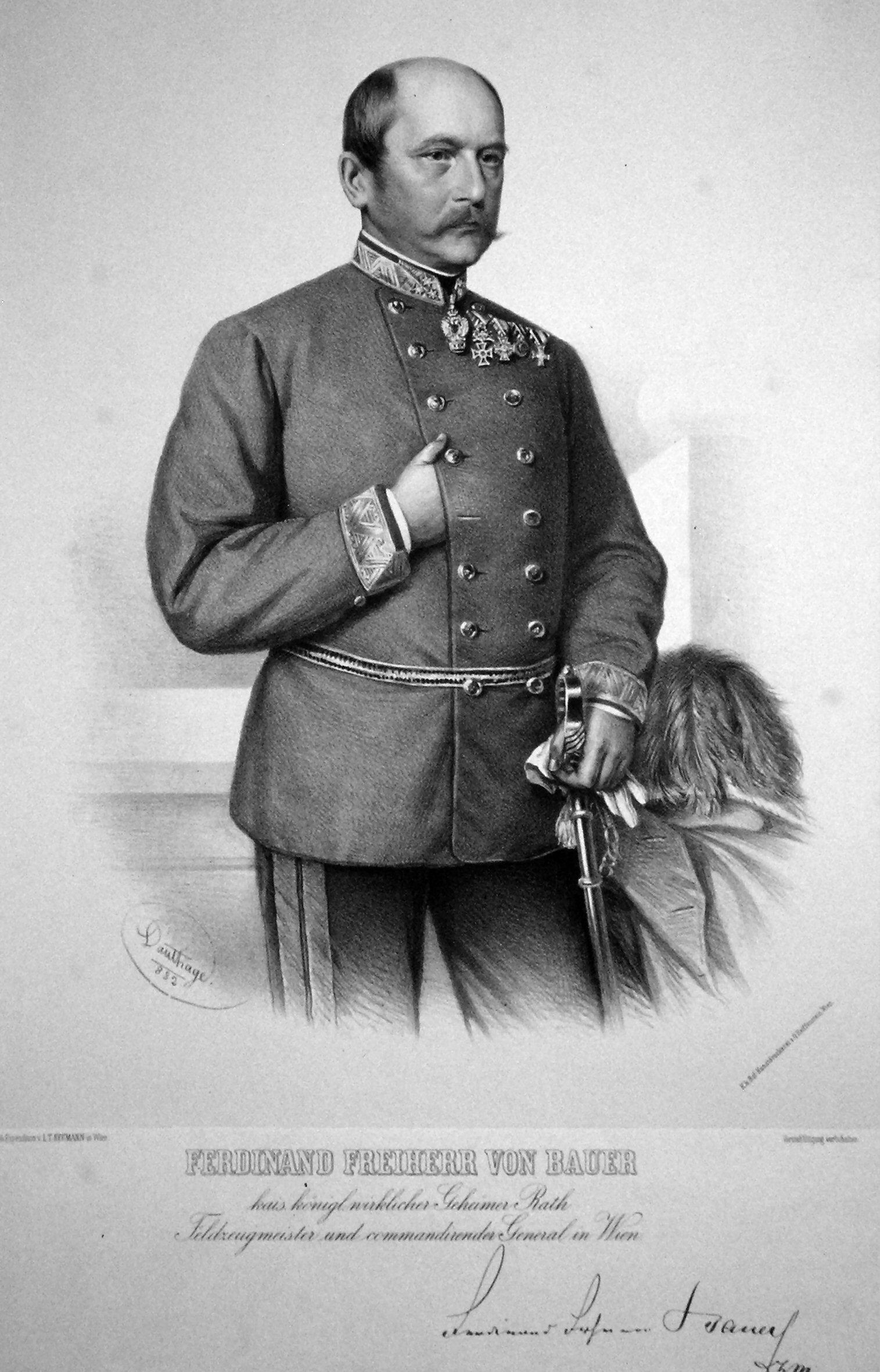
Ferdinand Frh. von Bauer

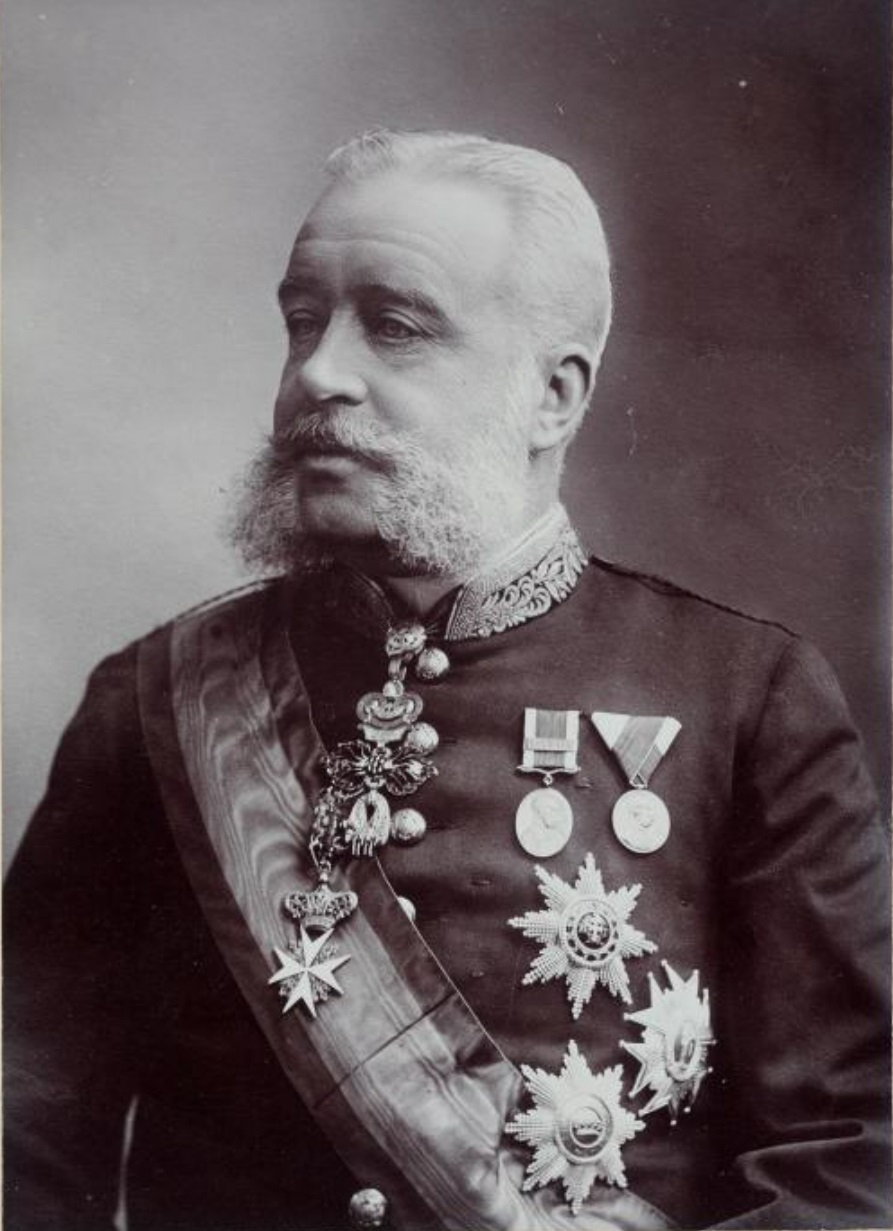
Agenor Gołuchowski der Jüngere

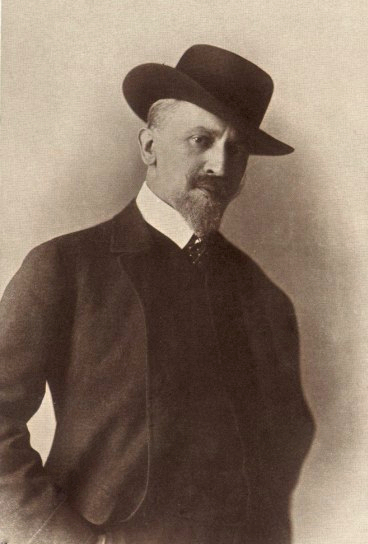
Franciszek Żmurko

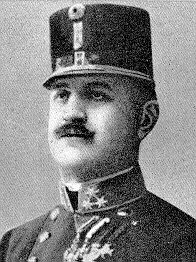
Alfred Redl

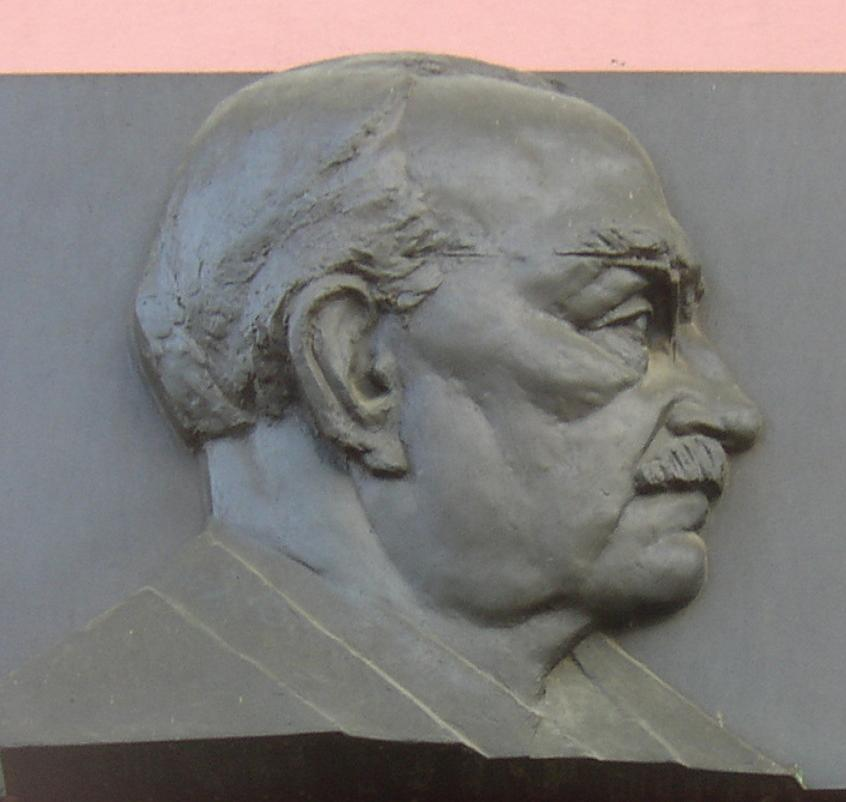
Ludwig Czech

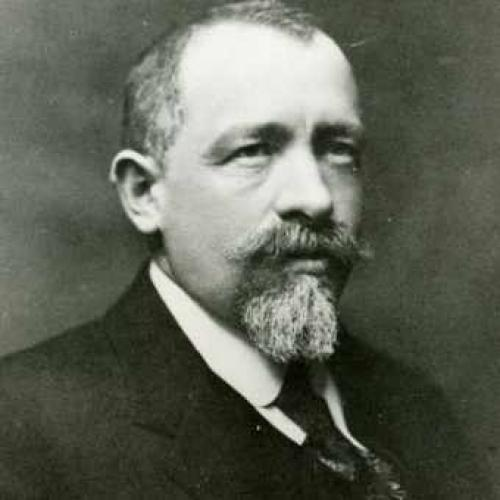
Majer Balaban

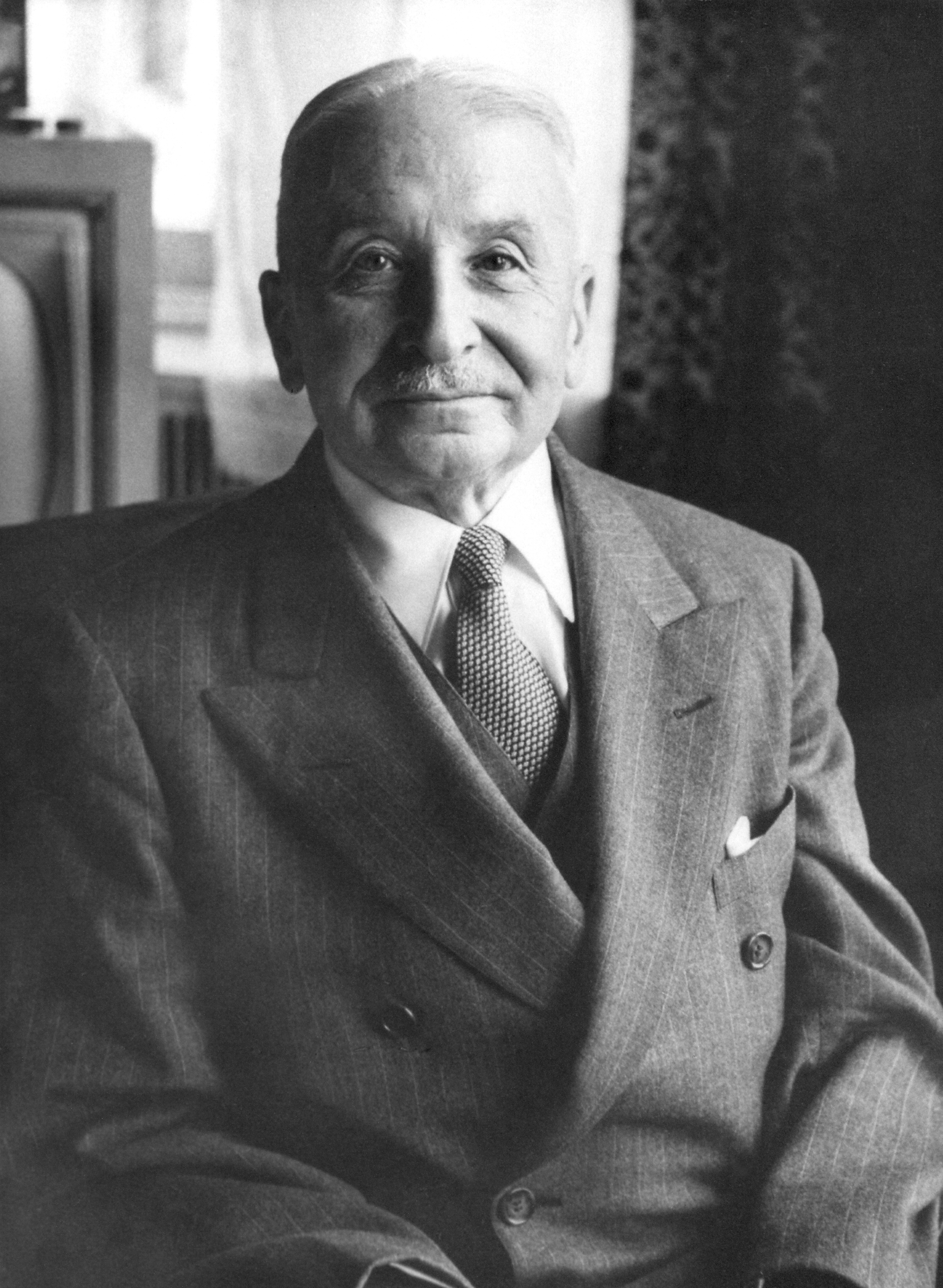
Ludwig von Mises

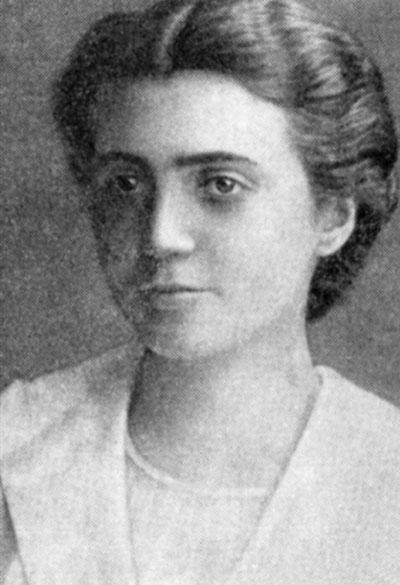
Łucja Frey-Gottesman

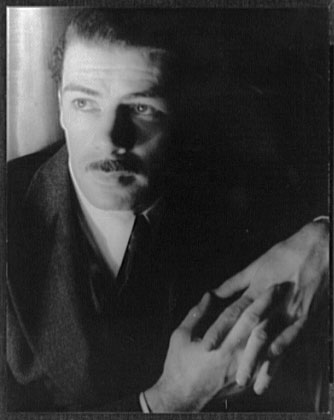
Paul Muni

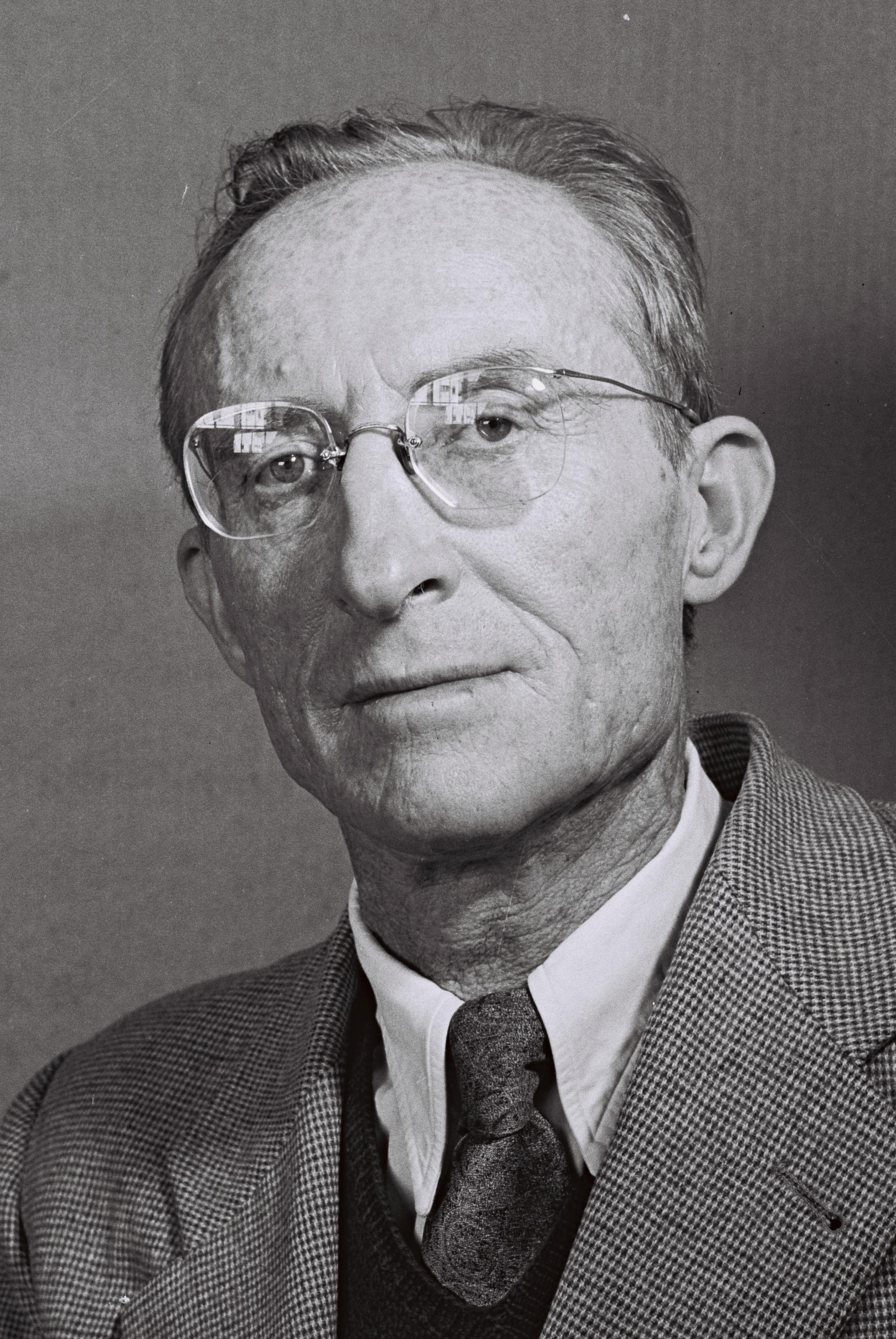
Uri Zvi Greenberg

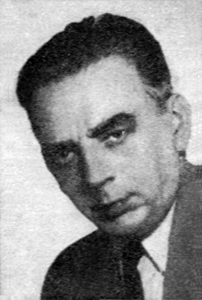
Stanisław Mazur

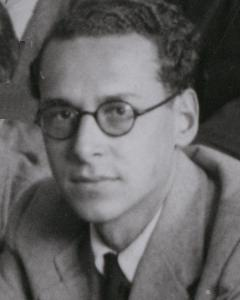
Maurice Goldhaber

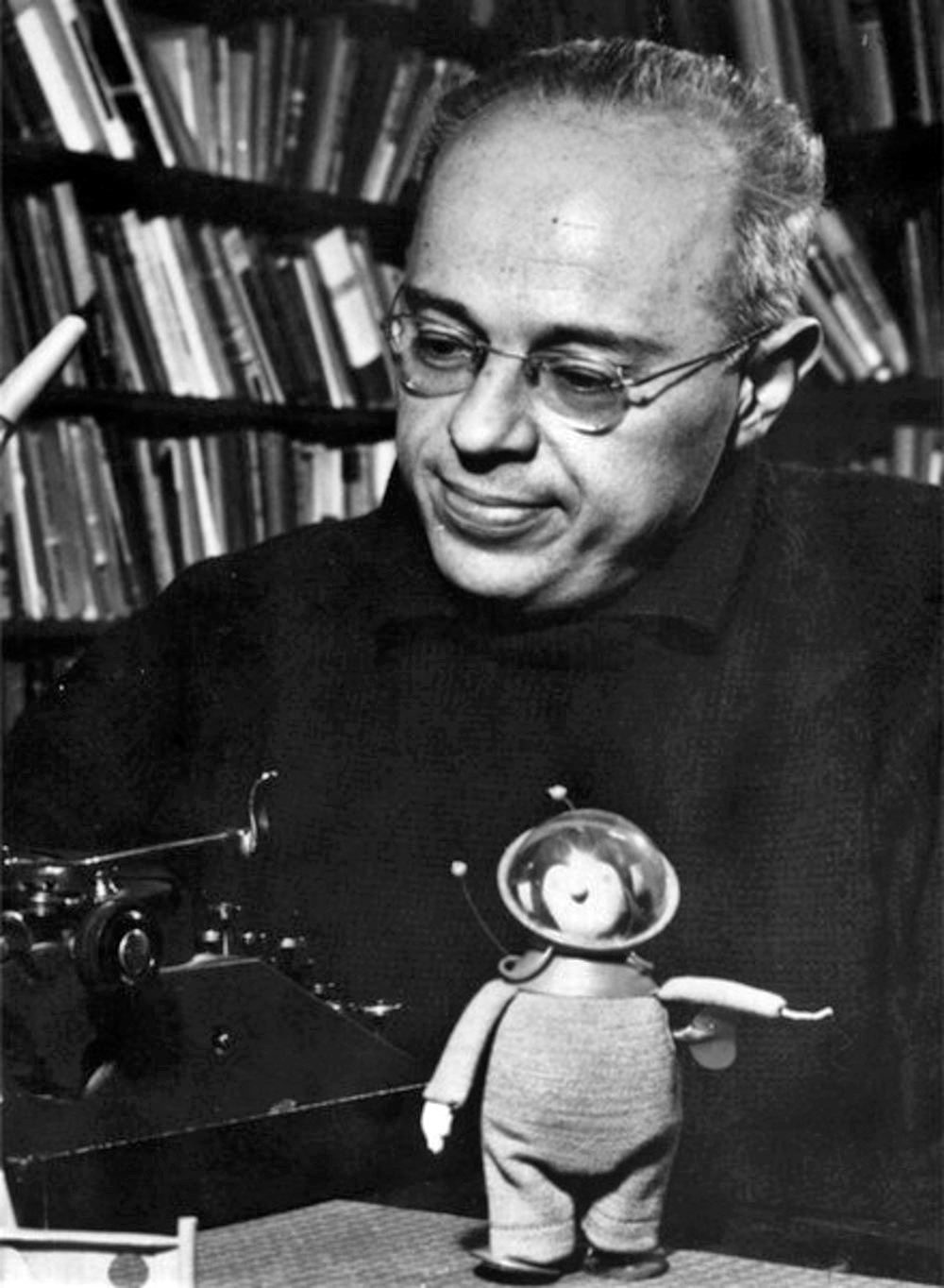
Stanisław Lem

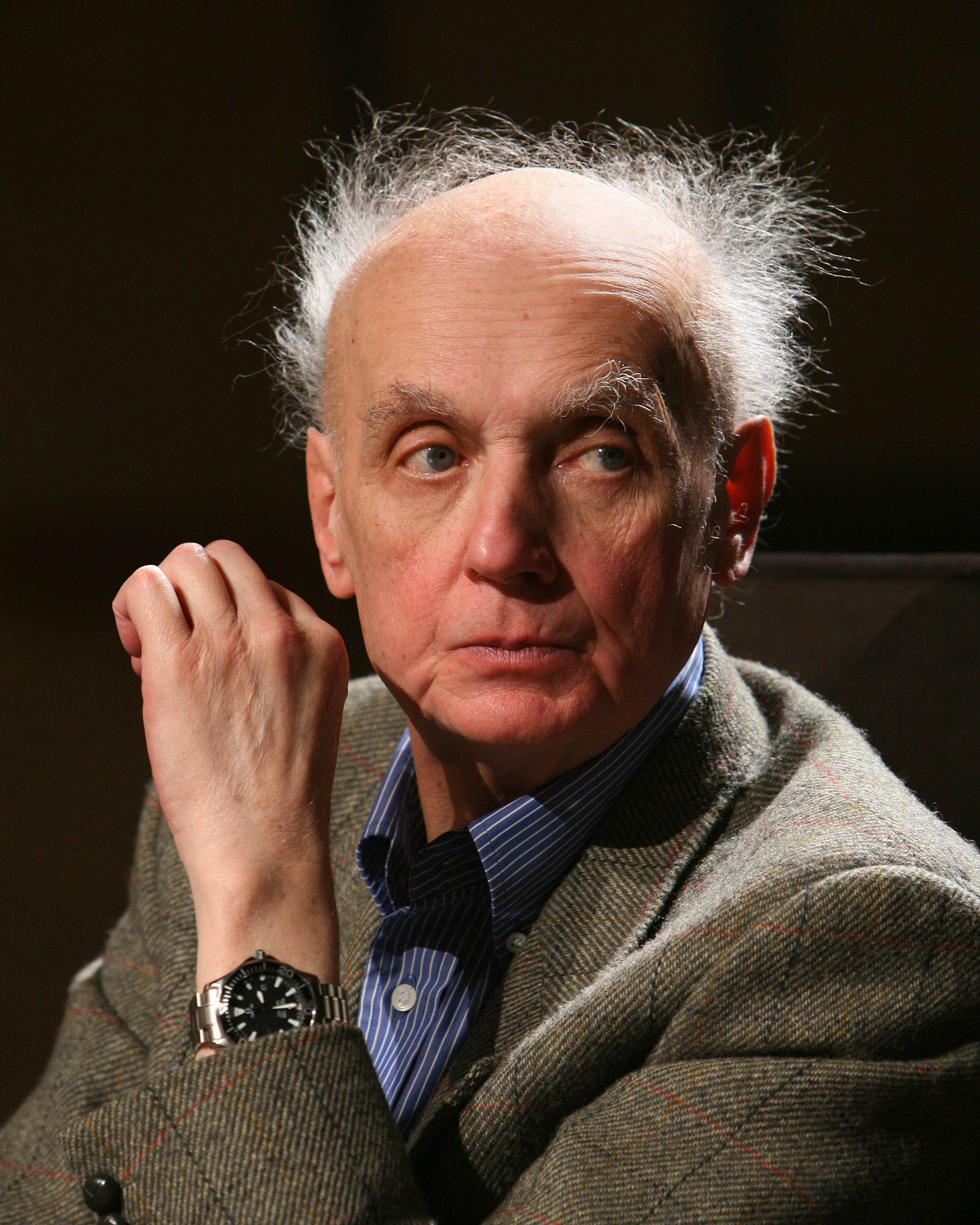
Wojciech Kilar

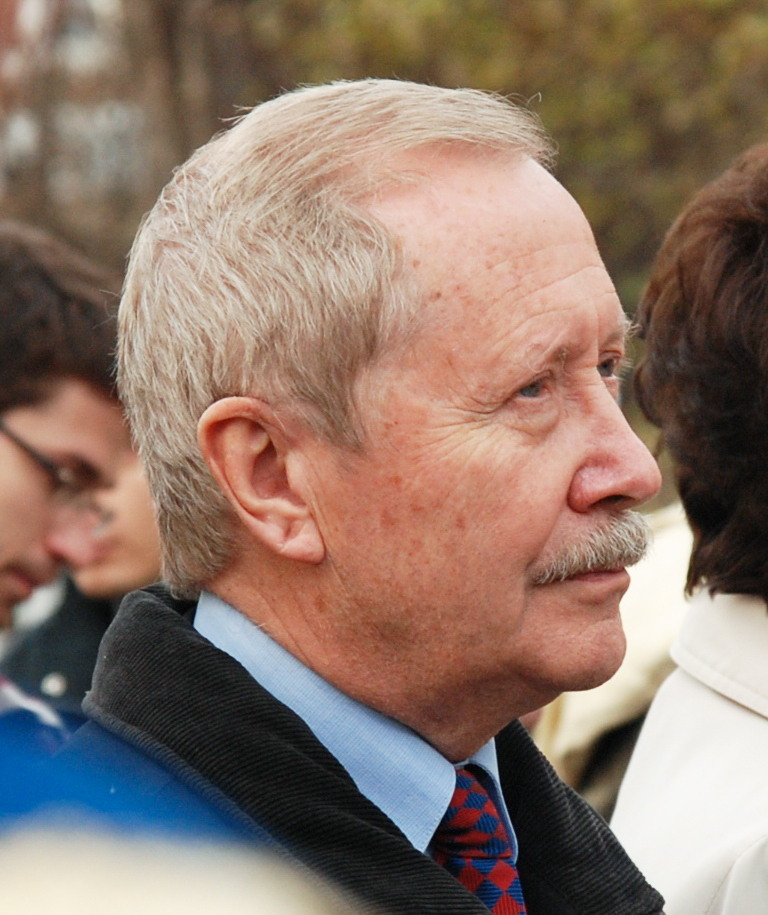
Janusz Onyszkiewicz

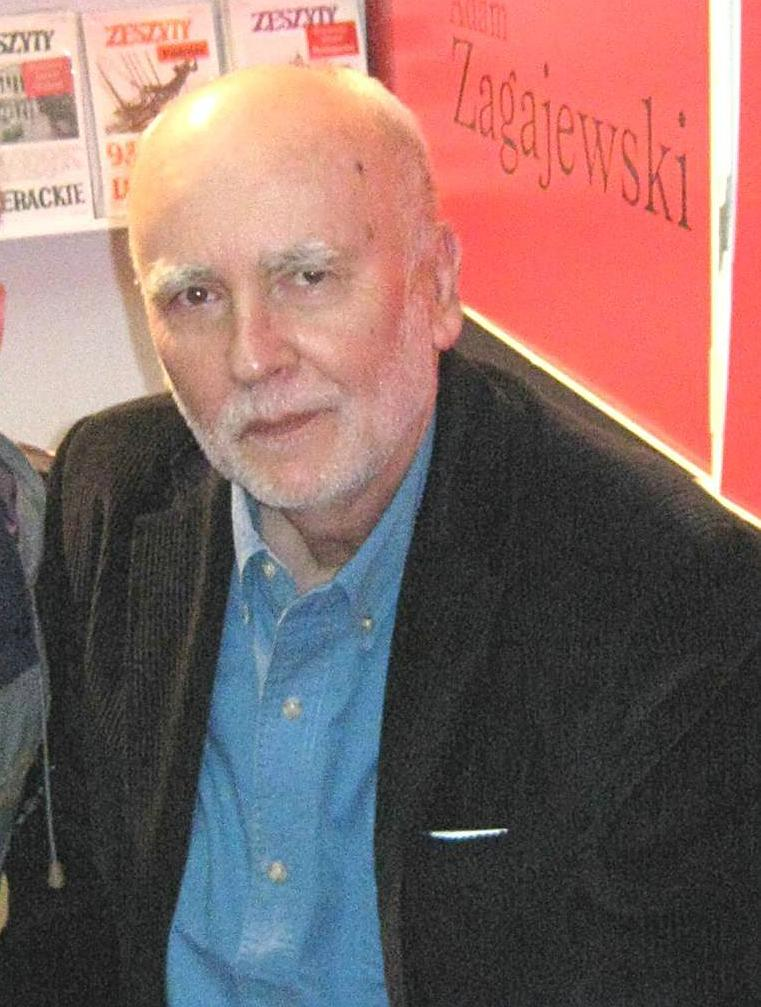
Adam Zagajewski

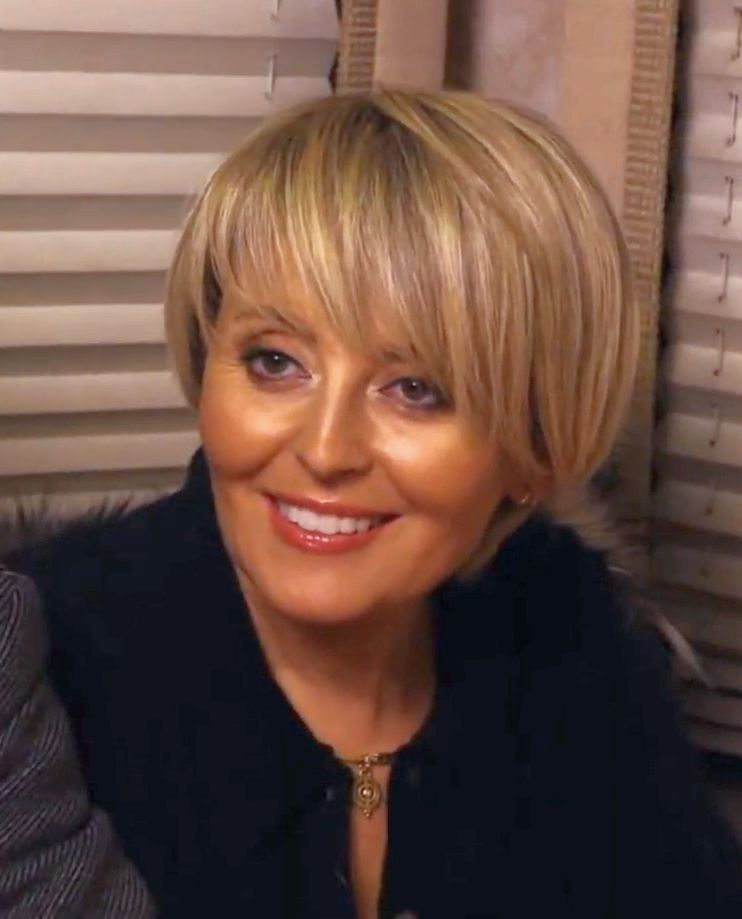
Anschelika Warum

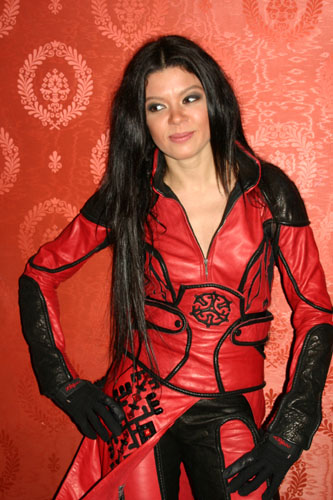
Ruslana Lyschytschko

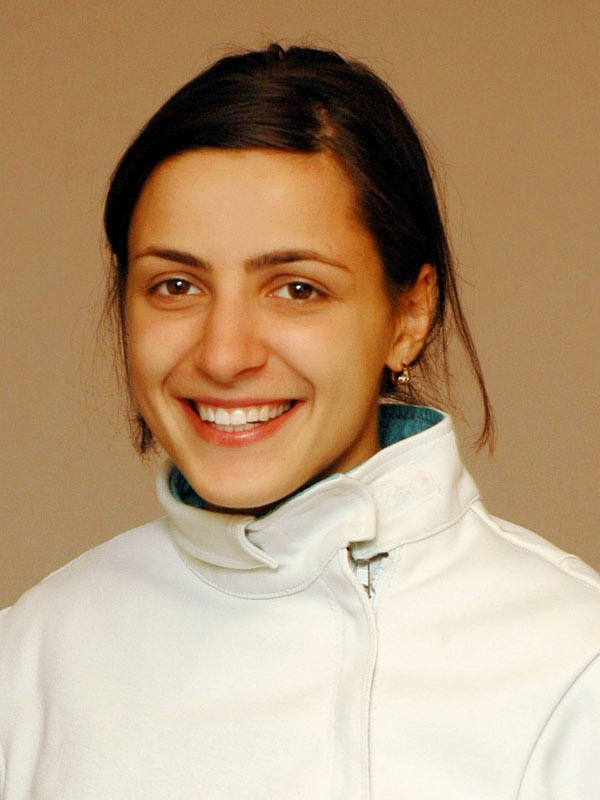
Jana Schemjakina

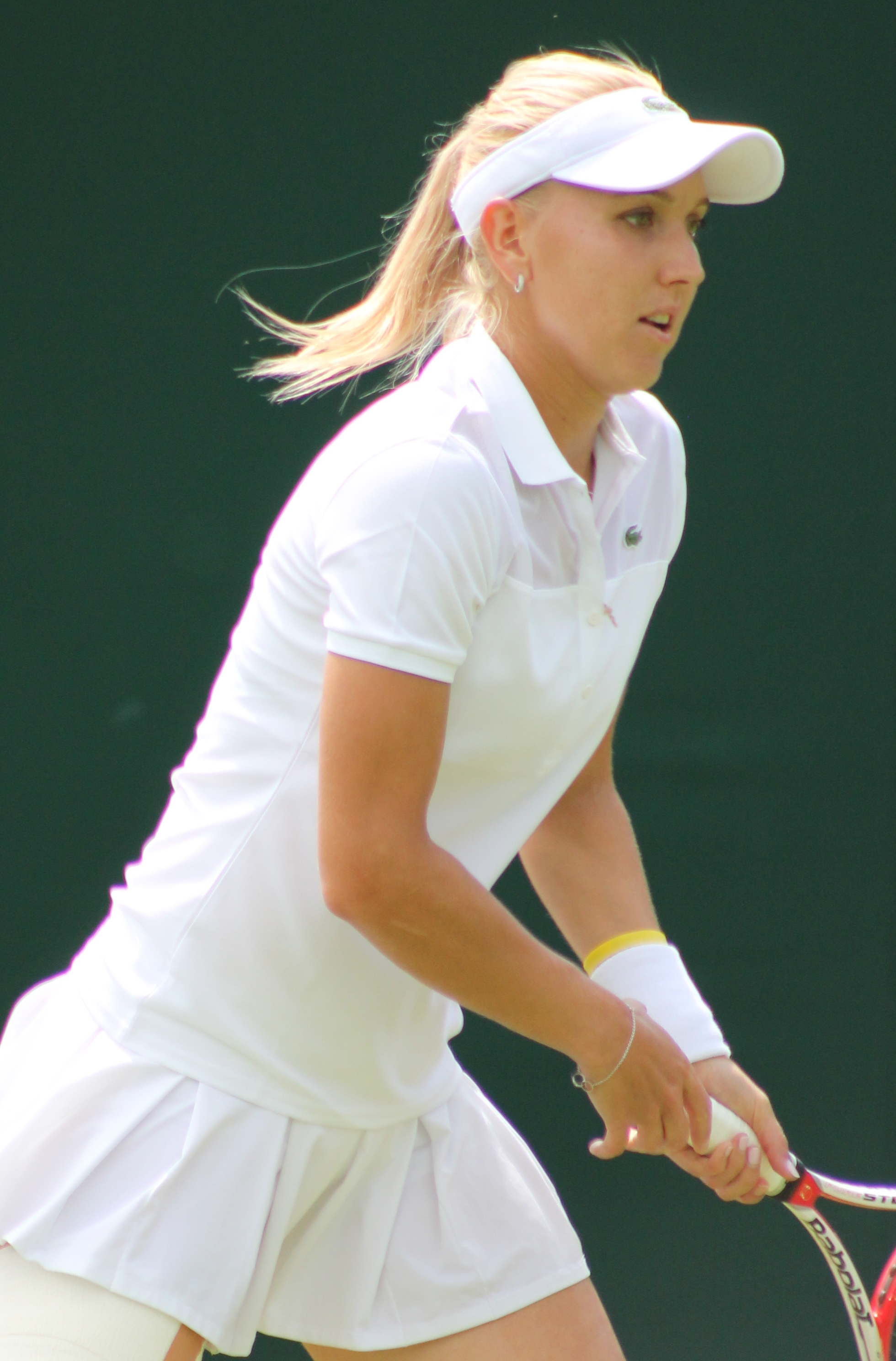
Jelena Wesnina

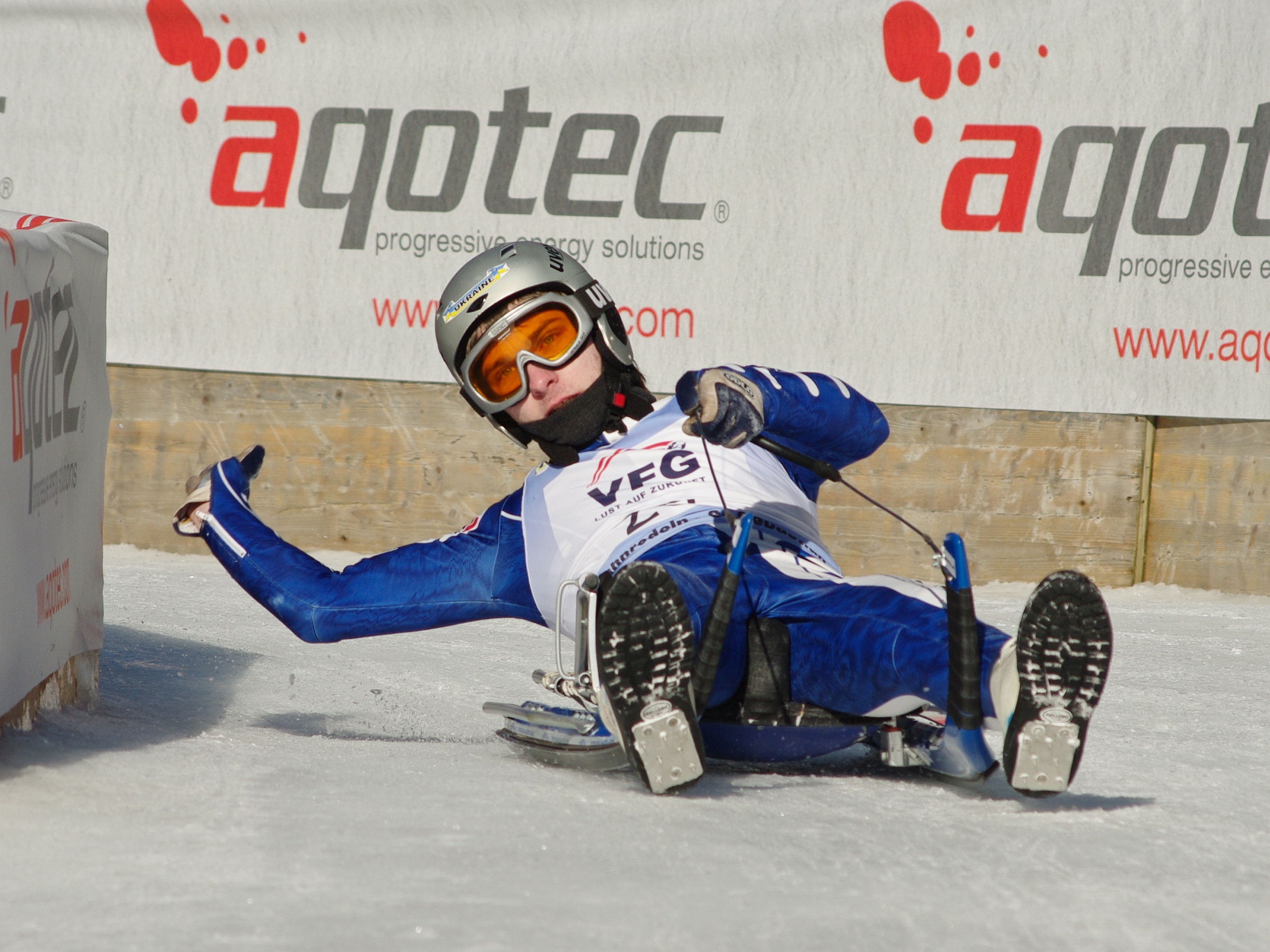
Andrij Tolopko

## Vor dem 20. Jahrhundert

### Bis 1800
- Marcin Lwówczyk (1540–1589), Komponist
- Szymon Szymonowic (1558–1629), Dichter und Dramatiker
- Szymon Boguszowicz (1575–1648), armenischer Maler in Polen-Litauen
- Szymon Zimorowic (um 1609–1629), Dichter
- Ali Ufki (um 1610–1675), Musiker, Komponist
- Gottfried Suevus der Ältere (1615–1659), Rechtswissenschaftler
- Johannes Hoppe (1616–1654), deutscher Mediziner
- Jerzy Siemiginowski-Eleuter (1660–1711), polnischer Barockmaler
- Johann Tobias Augustynowicz (1664–1751), Erzbischof von Lemberg
- Adam Mikołaj Sieniawski (1666–1726), polnischer Adeliger, Beamter im Staatsdienst und Feldherr
- Stanislaus I. Leszczyński (1677–1766), König von Polen, Großfürst von Litauen und Herzog von Lothringen
- Jacob Stephan Augustynowicz (1701–1783), armenischer Erzbischof
- Wacław Seweryn Rzewuski (1784–1831), polnischer Entdecker, Dichter, Orientalist und Pferdeexperte
- Karl von Krauß (1789–1881), österreichischer Jurist und Staatsmann[1]
- Salomo Juda Rapoport (1790–1867), auch Rappaport, jüdischer Gelehrter, Autor von Gelehrtenbiografien, Oberrabbiner in Prag
- Philipp Frh. von Krauß (1792–1861), österreichischer Staatsmann[2]
- Jakob Philipp Kulik (1793–1863), österreichischer Mathematiker und Physiker[3][4]
- Joseph Glanz (1795–1866), österreichischer Ziseleur, Medailleur, „einer der bedeutendsten Kunstgießer der Biedermeierzeit“[5]
- Leopold Johann Nepomuk von Sacher (1797–1874), österreichischer Beamter, Naturforscher und Förderer der naturwissenschaftlichen Bildung

### 1801 bis 1830
- Karl Ferdinand Dräxler (1806–1879), auch Dräxler-Manfred, F. C. Claudius, Dr. F. C. Klinger, K. L. W. von Klinger, Manfred, Schriftsteller und Übersetzer[6]
- Karl Fürst von Jablonowski (1807–1885), österreichischer Politiker[7]
- Moritz Rappaport (1808–1880), Pseud. Max Reinau, Mediziner, Redakteur, Schriftsteller[8][9]
- Johann Jacob Herz (1810–1873), deutscher Verwaltungsjurist und Politiker
- Jan Tyssowski (1811–1857), Anführer des Krakauer Aufstandes
- Emma Wanda von Arbter, Pseudonym Emmy (1813–1858), österreichische Schriftstellerin
- Julie von Webenau (1813–1887), österreichisch-deutsche Pianistin und Komponistin
- Gottfried Ritter von Rittershain (1820–1883), Pädiater
- Joseph Berres Edler von Perez (1821–1912), General und Maler[10]
- Franz Doppler (1821–1883), österreichisch-ungarischer Komponist
- Henryk Rodakowski (1823–1894), Maler
- Baruch Schorr (1823–1904), Synagogenkantor und Komponist
- Freiherr Ferdinand von Bauer (1825–1893), General der k.u.k. Armee und Reichskriegsminister
- Karl Doppler (1825–1900), ungarisch-deutscher Komponist
- Eduard Kierschner (1825–1879), österreichischer Schauspieler und Schriftsteller
- Salomon Buber (1827–1906), Bankier, Midraschforscher, Großvater von Martin Buber
- Friedrich Graf Revertera von Salandra (1827–1904), österr. Diplomat, Politiker, seit 1869 Mitglied des Herrenhauses des Reichsrats

### 1831 bis 1850
- Theodor Karl Haase (1834–1909), österreichischer evangelischer Theologe, Publizist, Mitglied des schlesischen Landtags und seit 1873 des österreichischen Reichsrats[11]
- Aleksander Zarzycki (1834–1895), polnischer Komponist, Pianist und Dirigent
- Ruben Bierer (1835–1931), österreichischer Chirurg und Zionist
- Eduard Graf Lamezan-Salins (1835–1903), österreichischer Jurist und Rettungsfachmann
- Leopold von Sacher-Masoch (1836–1895), Pseudonym Charlotte Arand und Zöe von Rodenbach, österreichischer Schriftsteller
- Philipp von Zaleski (1836–1911), polnisch-österreichischer Jurist und Politiker
- Karol Henryk Mikolasch (1837–1888), galizischer Pharmazeut
- Daniel Penther (1837–1887), österreichischer Maler, Restaurator. Hofmaler des Fürsten[12] Michael in Tiflis, Kustos an der Wiener Akademie der Bildenden Künste
- Julian Zachariewicz (1837–1898), Architekt und Restaurator
- Eduard Kurzbauer (1840–1879), Maler
- Jakob Rappaport (1840–1886), österreichischer Finanzier, Spekulant und Mäzen
- Arnold Luschin (1841–1932), österreichischer Rechtshistoriker und Numismatiker
- Emil Claar (1842–1930), eigentlich Rappaport, Pseud. E. Ralk, Schauspieler, Regisseur, Schriftsteller
- Emil von Wohlgemuth (1844–1896), österreichischer Marineoffizier und Polarforscher
- Raban von Canstein (1845–1911), Professor für Zivilprozess-, Handels- und Wechselrecht
- Henriette Perl (1845–1915), Pseudonym Henry P., Mora, Schriftstellerin[13][14]
- Emil Pins, auch Elias Pins (1845–1913), Mediziner
- Stanisław Stojałowski (1845–1911), Geistlicher und Politiker
- Alfred Wurzbach Ritter von Tannenberg (1846–1915), österreichischer Beamter und Kunsthistoriker
- Vincenz Pollack (1847–1927), österreichischer Geodät, Ingenieur[15]
- Adolf Jorkasch-Koch (1848–1909), österreichischer Verwaltungsbeamter und Politiker
- Eduard Tangl (1848–1905), österreichischer Botaniker
- Adolf Abrahamowicz (1849–1899), polnischer Schriftsteller
- Agenor Gołuchowski der Jüngere (1849–1921), österreichischer Staatsmann und Diplomat
- Robert Gustav Schram (1850–1923), österreichischer Astronom und Geodät

### 1851 bis 1870
- Iwan Lewynskyj (1851–1919), ukrainischer Architekt, Hochschullehrer und Unternehmer
- Adolf Walewski (1852–1911), polnischer Schauspieler, Regisseur und Dramatiker
- Heinrich Kolischer (1853–1932), Industrieller, Bankier und Politiker
- Alexius Meinong (1853–1920), österreichischer Philosoph und Psychologe
- Władysław Floriański, eig. Wladyslaw Floryan Kohmann (1854–1911), Opernsänger (Tenor)
- Rosa Neuda-Bernstein (1856–unbekannt), Pianistin
- Moritz Necker (1857–1915), eigentlich Necheles, österr. Literarhistoriker und -kritiker[16]
- Leon Piniński (1857–1938), Universitätsprofessor, -rektor und Politiker
- Friedrich Ohmann (1858–1927), österreichischer Architekt
- August Finger (1858–1935), Jurist
- Jan Styka (1858–1925), polnischer Maler
- Helene Anton (1859–1931), deutsche Schriftstellerin
- Franciszek Żmurko (1859–1910), polnischer Salonmaler
- Karl von Lukas (1860–1932), General der Infanterie im k.u.k. Heer
- Klaudiusz Angermann (1861–1922), polnischer Politiker und Erdölindustrieller
- Teresa Arkel (1861–1929), eig. Therese Blumenfeld, österreichische Opernsängerin (Sopran)
- Adolf Kronfeld (1861–1938), österreichischer Mediziner und Medizinhistoriker
- Graf Albert von Mensdorff-Pouilly-Dietrichstein (1861–1945), österreichischer Diplomat
- Johann Pokorny (1861–1931), Pseud. Hans Weber-Lutkow, österr. Schriftsteller und Jurist[17]
- Leo Stein (1861–1921), eigentlich Leo Rosenstein, österreichischer Schriftsteller und Librettist
- Moriz Rosenthal (1862–1946), polnisch-amerikanischer Pianist
- Arthur Goldmann (1863–1942), österreichischer Historiker und Archivar
- Mieczysław Sołtys (1863–1929), polnischer Komponist
- Alfred Redl (1864–1913), Oberst des k.u.k. Heers und Generalstabschef
- Stanislaus von Dunin-Borkowski (1864–1934), Jesuit, Theologe, Philosoph und Pädagoge
- Alfred Nossig (1864–1943), Publizist
- Ernst Moriz Kronfeld (1865–1942), Botaniker und Journalist
- Julius Landesberger (1865–1920), Jurist und Präsident des Generalrats der Anglo-Österreichischen Bank
- Zygmunt Föbus Finkelstein (1886–1959), österreichisch-israelischer Publizist
- Eugen Guszalewicz (1867–1907), Tenor und Ehemann von Alice Guszalewicz
- Carl Frühling (1868–1937), österreichischer Komponist und Pianist
- Wenzel von Zaleski (1868–1913), österreichisch-ungarischer Politiker und Jurist
- Irma von Duczynska (1869–1932), auch Irma von Dutczynska, Malerin und Bildhauerin
- Mordechai Ehrenpreis (1869–1951), hebräischer Schriftsteller, Übersetzer, Publizist, Rabbiner und Zionist
- Marie Rosenthal-Hatschek (1869–1942), österreichische Malerin
- Ludwig Czech (1870–1942), Politiker
- Arthur Graf von Polzer-Hoditz und Wolframitz (1870–1945), österreichischer Beamter, Sektionschef in der kaiserlichen Kabinettskanzlei, Maler und Schriftsteller
- Tadeusz Rychter (1870–1943), polnischer Maler
- Osias Thon (1870–1936), Schriftsteller, Politiker und Rabbiner

### 1871 bis 1880
- Eugeniusz Romer (1871–1954), polnischer Kartograf
- Marie Rosenthal-Hatschek (1871–1942), österreichische Porträtmalerin
- Irene Abendroth (1872–1932), deutsche Kammersängerin
- Leo Bernhard Eichhorn (1872–1956), Genre- und Historienmaler
- Siegwart Gruder (1872–1935), österreichischer Schauspieler
- Olga Hoffmann-Canstein (1872–1948), österreichische Blumenmalerin
- Louis Pinck (1873–1940), katholischer Priester der Diözese Metz
- Tadeusz Rittner (1873–1921), auch Thaddäus Rittner, Pseud. Tomasz Czaszka, österr. Schriftsteller und Leiter des polnischen Theaters in Wien[18]
- David Josef Bach (1874–1947), österreichischer Journalist, Musikkritiker[19]
- Max Ettinger (1874–1951), eigentlich Markus Wolf, Komponist und Dirigent[20]
- Anton Lindner (1874–1928), deutschsprachiger Lyriker, Erzähler, Kunst-, Literatur- und Theaterkritiker, Übersetzer und Zeitungsredakteur
- Helena Oleska (1875–1969), polnische Opernsängerin und Gesangspädagogin
- Wilhelm Wachtel (1875–1942), polnischer Maler, Vater von Roman Wachtel
- Hermann Bach (1875–1944), deutscher Chemiker
- Leo Grünstein (1876–1943), österreichischer Schriftsteller[21]
- Ladislaus Tuszyński (1876–1943), österreichischer Illustrator, Karikaturist und Trickfilmzeichner
- Majer Balaban (1877–1942), Gründer der jüdischen Historiographie in Polen
- Julius Landmann (1877–1931), deutscher Nationalökonom
- Helena Zboińska-Ruszkowska (1877–1948), Sängerin und Gesangspädagogin
- Jan Łukasiewicz (1878–1956), polnischer Philosoph, Mathematiker und Logiker
- Alexander Siegmund Pordes (1878–1931), Schriftsteller und Librettist
- Jacques Rotter (1878–1972), österreichischer Tenor
- Leopold Staff (1878–1957), polnischer Dichter
- Elsa Köhler (1879–1940), deutsche Pädagogin
- Maksymiljan Goldstein (1880–1942), polnischer Bankier, Numismatiker und Sammler von Judaica
- Alfred J. Lotka (1880–1949), US-amerikanischer Mathematiker, theoretischer Biologe, Chemiker, Ökologe und Demograph

### 1881 bis 1890
- John Gottowt (1881–1942), deutscher Schauspieler und Regisseur
- Antoni Łomnicki (1881–1941), polnischer Mathematiker
- Georg Merkel (1881–1976), österreichischer Maler
- Ludwig von Mises (1881–1973), österreichischer Wirtschaftswissenschaftler
- Stanisław Pilat (1881–1941), polnischer Chemiker
- Julius Edgar Lilienfeld (1882–1963), US-amerikanischer Physiker
- Kazimierz Bartel (1882–1941), polnischer Politiker sowie Mathematiker und Rektor der TU Lwów
- Adolf Berger (1882–1962), österreichisch-US-amerikanischer Rechtswissenschaftler
- Zdzisław Jachimecki (1882–1953), polnischer Musikwissenschaftler und -pädagoge
- Manfred Kridl (1882–1957), polnischer Literaturwissenschaftler
- Julius Edgar Lilienfeld (1882–1963), Physiker österreichisch-ungarischer Abstammung
- Roman Longchamps de Berier (1883–1941), Jurist, Professor und Rektor der Lemberger Universität
- Richard von Mises (1883–1953), österreichischer Mathematiker
- Josef Mann (1883–1921), österreichischer Tenor und Opernsänger
- Alexander Neuer (1883–1941), österreichischer Philosoph und Psychiater
- Aryeh Feigenbaum (1885–1981), österreichisch-israelischer Mediziner, Ophthalmologe, Sachbuchautor und Zionist
- Karl Radek (1885–um 1939), eigentlich Karl Bernhardovic Sobelsohn, Pseud. Parabellum, Arnold Struthahn, Journalist, Politiker
- Bolesław Wallek-Walewski (1885–1944), polnischer Komponist, Dirigent und Musikpädagoge
- Juliusz Kleiner (1886–1957), polnischer Philosoph und Literaturhistoriker
- Iwan Krypjakewytsch (1886–1967), ukrainischer Historiker
- Jakob Reich (1886–1955), deutsch-russischer Kommunist
- Jenny Sonnenberg (1886–1972), österreichische Sängerin (Mezzosopran)
- Harry Torczyner (1886–1973), auch Harry (Naftali Hirsch) oder „Naphtali Herz Tur-Sinai“, österreichischer Semitist und Übersetzer der jüdischen Heiligen Schrift ins Deutsche
- Johann Wilhelm von Tscharner (1886–1946), schweizerischer Maler und Graphiker
- Karl Völker (1886–1937), österreichischer evangelischer Theologe und Kirchenhistoriker[22]
- Dorian Feigenbaum (1887–1937), österreichisch-US-amerikanischer Psychiater und Psychoanalytiker, Person um Sigmund Freud
- Josef Gerstmann (1887–1969), Neurologe, Psychiater
- Bronisław von Poźniak (1887–1953), Pianist, Klavierpädagoge, Musikschriftsteller und Herausgeber von Klavierwerken (u. a. von Frédéric Chopin, Beethoven)
- Julius Weber (1888–1942), deutschsprachiger Journalist in der Bukowina
- Marek Weber (1888–1964), deutscher Violinist und Orchesterleiter
- Franciszek Alter (1889–1945), Brigadegeneral
- Łucja Frey-Gottesman (1889–1942), polnische Philosophin und Medizinerin (Frey-Syndrom)
- Arthur Klauser (1889–1959), Polizeipräsident
- Wojciech Rubinowicz (1889–1974), polnischer Physiker
- Stanisław Baczyński (1890–1939), polnischer Schriftsteller, Literaturkritiker, Publizist und Literaturhistoriker, Sozialist, Soldat und Armeeoffizier
- Arthur Rebner (1890–1949), Chansonnier, Autor, Librettist, Komponist, Revueautor, Conferencier und Textdichter
- Adam Sołtys (1890–1968), Komponist, Dirigent und Musikpädagoge
- Alexander Granach (1890–1945), österreichisch-US-amerikanischer Schauspieler

### 1891 bis 1900
- Roman Abraham (1891–1976), Brigadegeneral
- Nathan Michael Gelber (1891–1966), Historiker und zionistischer Funktionär
- Aleksander Ładoś (1891–1963), Diplomat, Konsularbeamter, Publizist und Politiker, Judenretter
- Siegfried Bernfeld (1892–1953), Reformpädagoge, Psychoanalytiker und Mitbegründer der modernen Jugendforschung
- Mieczysław Horszowski (1892–1993), polnischer Pianist
- Jacob Landau (1892–1952), Journalist, Gründer der Jewish Telegraphic Agency
- Roman Odzierzyński (1892–1975), polnischer Brigadegeneral und Politiker
- Stanisław Ostrowski (1892–1982), polnischer Arzt, Offizier und Politiker
- Irena Pawlewska-Szydłowska (1892–1982), polnische Bergsteigerin, Bergführerin und Beamtin
- Arthur Ernst Rutra (1892–1942), Samuely, Pseud. Adolf von Watzmann, österreichischer Schriftsteller und Journalist
- Franciszek Szymczyk (1892–1976), polnischer Chemiker, Radsportler und Radsportfunktionär
- Karl Pauker (1893–1937), Offizier des NKWD und Leiter der Leibwache von Josef Stalin
- Hans Koch (1894–1959), Offizier des Nachrichtendienstes, Theologe und Osteuropahistoriker
- Wilhelm Orlik-Rückemann (1894–1986), polnischer General
- Tadeusz Sendzimir (1894–1989), polnischer Ingenieur und Erfinder
- Stefan Kaczmarz (1895–1939), polnischer Mathematiker
- Paul Muni (1895–1967), US-amerikanischer Schauspieler
- Adam Papée (1895–1990), polnischer Fechter
- Jan Parandowski (1895–1978), polnischer Schriftsteller, Essayist und Literaturübersetzer
- Leszek Pawłowski (1895–1967), polnischer Skispringer
- Stefan Askenase (1896–1985), belgisch-polnischer Pianist
- Max Brand (1896–1980), österreichischer Komponist und Pionier der Synthesizer- und elektronischen Musik
- Ludwik Fleck (1896–1961), polnischer Mikrobiologe, Mediziner und Wissenschaftstheoretiker
- Uri Zvi Greenberg (1896–1981), israelischer hebräischer und jiddischer Dichter und Politiker
- Franz Lanyar (1896–1976), Universitätsprofessor für Medizin an der Universität Graz
- Nikolaus von Martiny (1896–1991), österreichischer Kunstkeramiker
- Jerzy Sosnowski (1896–1942), polnischer Major und Agent des polnischen Geheimdienstes
- Tadeusz Szeligowski (1896–1963), polnischer Komponist und Musikpädagoge
- Józef Wittlin (1896–1976), polnisch-deutschsprachiger Autor, Übersetzer
- Jacob Pinkerfeld (1897–1956), israelischer Architekt
- Roman Rosdolsky (1898–1967), Sozialhistoriker, marxistischer Ökonom und politischer Aktivist
- Stefanija Turkewytsch (1898–1977), ukrainische Komponistin
- Jenny Wälder, geboren als Jenny Pollak (1898–1989), österreichisch-US-amerikanische Psychoanalytikerin
- Szczepan Witkowski (1898–1937), ukrainisch-polnischer Skilangläufer
- Sofija Parfanowytsch (1898–1968), ukrainische Autorin und Gynäkologin
- Raoul Alster eigentl. R. Abraham (1899–1962), Schauspieler, Regisseur und Theaterdirektor[23]
- Feliks Kostrzębski (1899–1954), polnischer Radrennfahrer
- Eduard Kronengold (1899–1993), österreichisch-US-amerikanischer Psychoanalytiker
- Ilona Kurz (1899–1975), Pianistin
- Juliusz Schauder (1899–1943), polnischer Mathematiker
- Ilona Štěpánová-Kurzová (1899–1975), tschechische Pianistin und Klavierlehrerin
- Jed Harris (1900–1979), US-amerikanischer Broadway-Produzent und Drehbuchautor
- Anna Maurizio (1900–1993), Schweizer Bienenforscherin
- Mieczysław Batsch (1900–1977), polnischer Fußballspieler
- Leopold Weiss alias Muhammad Asad (1900–1992), Korrespondent der Frankfurter Zeitung, Diplomat und islamischer Gelehrter
- Kateryna Hruschewska (1900–1943), ukrainische Kulturwissenschaftlerin, Ethnosoziologin und Volkskundlerin

## 20. Jahrhundert

### 1901 bis 1910
- Debora Vogel (1900–1942), jüdisch-polnische Philosophin, Dichterin
- Franciszek Kawa (1901–1985), polnischer Skilangläufer und Leichtathlet
- Aniela Chałubińska (1902–1998), polnische Geologin, Geografin und Hochschullehrerin
- Lubka Kolessa (1902–1997), Pianistin und Musikpädagogin
- Kazimierz Krzemiński (1902–1940), polnischer Radrennfahrer
- Zygmunt Wilhelm Birnbaum (1903–2000), polnisch-US-amerikanischer Mathematiker und Statistiker
- Nahum Norbert Glatzer (1903–1990), jüdischer Gelehrter, Historiker und Philosoph
- Stanisław Klimek (1903–1939), polnischer Anthropologe, Ethnologe und Hochschullehrer
- Siegfried Ferdinand Nadel (1903–1956), auch Frederick Nadel, Musikwissenschaftler, Psychologe, Sozialanthropologe
- Rose Rand (1903–1980), Philosophin aus dem Umfeld des Wiener Kreises[24]
- Jakob Rosenfeld (1903–1952), Generalarzt in Maos Roter Armee
- Marek Włodarski (1903–1960), Maler
- Izydora Dąmbska (1904–1983), Philosophin, Übersetzerin und Hochschullehrerin
- Tadeusz Kassern (1904–1957), Komponist
- Hedda Zinner (1904–1994), deutsche Schriftstellerin, Schauspielerin  Kabarettistin, Rezitatorin, Journalistin und Rundfunkleiterin
- Stanisław Mazur (1905–1981), polnischer Mathematiker
- Benjamin Murmelstein (1905–1989), österreichischer Rabbiner und Gelehrter
- Roman Wachtel (1905–1985), österreichischer Maler
- Irving Allen (1905–1987), US-amerikanischer Filmproduzent und Regisseur
- Jacob Gimpel (1906–1989), polnischer Konzert- und Filmpianist[25]
- Tadeusz Lewicki (1906–1992), polnischer Orientalist
- Leopold Spinner (1906–1980), Komponist in der Nachfolge der Wiener Schule Arnold Schönbergs, Schüler Anton Weberns[26][27][28]
- Oskar Wagner (1906–1989), evangelischer Theologe und Kirchenhistoriker
- Roman Werfel (1906–2003), Journalist und Politiker
- Krystyna Ankwicz (1907–1985), polnische Schauspielerin
- Herbert Gorgon (1907–1943), deutscher Mediziner und Kreishauptmann
- Else Frenkel-Brunswik (1908–1958), Psychoanalytikerin und Psychologin
- Zofia Lissa (1908–1980), Musikwissenschaftlerin
- Eduard März (1908–1987), österreichischer Wirtschaftswissenschaftler
- Thaddeus Mann (1908–1993), Biochemiker
- Adolf Zimmer (1908–1940), polnischer Fußballspieler
- Witold Krzemieński (1909–2001), Komponist, Dirigent und Musikpädagoge
- Stanisław Jerzy Lec (1909–1966), polnischer Aphoristiker
- Adam Rapacki (1909–1970), polnischer Politiker und Ökonom
- Steffy Stahl (1909–1993), Tänzerin, Tanzlehrerin und Choreographin
- Stanisław Marcin Ulam (1909–1984), polnischer Mathematiker
- Arthur Breitwieser (1910–1978), SS-Unterscharführer
- Julius Chajes (1910–1985), amerikanischer Pianist und Komponist österreichisch-jüdischer Herkunft
- Kasimir Mann (1910–1975), Grafiker und Maler
- Friedrich Weinreb (1910–1988), jüdisch-chassidischer Weiser, Erzähler und Schriftsteller

### 1911 bis 1920
- Bronisław Gimpel (1911–1979), polnisch-amerikanischer Violinist und Dozent
- Maurice Goldhaber (1911–2011), US-amerikanischer Physiker
- Mieczysław Lesz (1911–1998), polnischer Politiker
- Roman Mann (1911–1960), Filmarchitekt, Architekt, Maler, Zeichner und Hochschullehrer
- Robert Schatten (1911–1977), polnisch-US-amerikanischer Mathematiker
- Marian Naszkowski (1912–1996), Offizier, Diplomat und Politiker
- Andrzej Mostowski (1913–1975), polnischer Mathematiker
- Adam Schaff (1913–2006), polnischer marxistischer Philosoph
- Daniel Sternberg (1913–2000), amerikanischer Dirigent und Komponist
- Wanda Mejbaum-Katzenellenbogen (1914–1986), Biochemikerin und Hochschullehrerin
- Louis Bruno Sohn (1914–2006), österreichisch-amerikanischer Jurist
- Adam Wandruszka (1914–1997), österreichischer Historiker
- Edward Gerstenfeld (1915–1943), polnisch-sowjetischer Schachspieler
- Gideon Hausner (1915–1990), israelischer Jurist und Politiker
- Krystyna Feldman (1916–2007), polnische Schauspielerin
- David Rokeah (1916–1985), israelischer Dichter
- Oskar Jeger (1917–2002), österreichischer Chemiker und Professor
- Jerzy Lerski (1917–1992), polnisch-amerikanischer Jurist, Politologe und Historiker
- Ryszarda Hanin (1919–1994), polnische Schauspielerin, Pädagogin, Hochschullehrerin und Regisseurin
- Hans-Joachim Bochnik (1920–2005), deutscher Psychiater, Neurologe und Hirnforscher

### 1921 bis 1930
- Andrzej Dobrowolski (1921–1990), Komponist und Musikpädagoge
- Kazimierz Górski (1921–2006), polnischer Fußballspieler und -trainer
- Stanisław Lem (1921–2006), polnischer Philosoph, Essayist und Science-Fiction-Autor
- Władysław Matuszkiewicz (1921–2013), polnischer Geobotaniker und Pflanzensoziologe
- Mark Vishik (1921–2012), sowjetischer Mathematiker
- Andrzej Hiolski (1922–2000), Sänger
- Tadeusz Machl (1922–2003), Komponist, Organist und Musikpädagoge
- Andrzej Seyfried (1922–2009), Mediziner und Hochschullehrer
- Adam Bruno Ulam (1922–2000), US-amerikanischer Politikwissenschafter, Neuzeithistoriker und Hochschullehrer
- Leopold Unger (1922–2011), polnischer Journalist und Essayist
- Zbigniew Wiszniewski (1922–1999), polnischer Komponist und Musikpädagoge
- Alice Miller (1923–2010), polnisch-schweizerische Autorin und Psychologin
- Stanisław Skrowaczewski (1923–2017), polnischer Dirigent und Komponist
- Georg Waldemar Strobel (1923–2010), deutscher Politikwissenschaftler
- Adam Hanuszkiewicz (1924–2011), polnischer Schauspieler und Theaterregisseur
- Zbigniew Herbert (1924–1998), polnischer Lyriker, Dramatiker und Essayist
- Sofija Karaffa-Korbut (1924–1996), Druckgrafikerin, Keramikerin und Malerin
- Aleksander Małachowski (1924–2004), polnischer Politiker
- Krystyna Moszumańska-Nazar (1924–2008), polnische Komponistin
- Gene Gutowski (1925–2016), polnischer Filmproduzent
- Andrzej Nikodemowicz (1925–2017), polnischer Komponist, Pianist und Musikpädagoge
- Jaroslaw Daschkewytsch (1926–2010), Historiker, Orientalist und Dissident
- Oleh Hornykiewicz (1926–2020), österreichischer Pharmakologe, Pionier der Erforschung der Parkinson-Krankheit
- Marian Jaworski (1926–2020), römisch-katholischer Erzbischof von Lwiw
- Piotr Kowalski (1927–2004), polnischer Bildhauer und Architekt, Stadtplaner und Autor
- Antoni Mączak (1928–2003), polnischer Historiker
- Walter Rolland (1928–2016), deutscher Rechtswissenschaftler, Ministerialbeamter und Hochschullehrer
- Chaim Schatzker (* 1928), israelischer Historiker und Forscher
- Irena Szydłowska (1928–1983), polnische Bogenschützin
- Bogusław Schaeffer (1929–2019), polnischer Komponist, Musikwissenschaftler, -pädagoge und Schriftsteller
- Pinchas Sadeh (1929–1994), israelischer Schriftsteller und Lyriker
- Roman Cieślewicz (1930–1996), polnisch-französischer Grafiker und Illustrator, Plakatkünstler und Fotograf

### 1931 bis 1940
- Ursula von Manescul (1931–1991), deutsche Schauspielerin und Fernsehansagerin
- Wojciech Kilar (1932–2013), polnischer Komponist
- Andrzej Kurylewicz (1932–2007), polnischer Komponist und Jazzmusiker
- Nelly Ben-Or (* 1933), polnische Pianistin und Musikpädagogin
- Pavel Gan (* 1933), Literaturwissenschaftler und Romanautor
- Bruno Dolinski (1933–2008), Maler und Restaurator
- Ljubomyr Husar (1933–2017), Großerzbischof der griechisch-katholischen Kirche der Ukraine
- Wacław Mejbaum (1933–2002), polnischer Philosoph
- Jacek Kuroń (1934–2004), polnischer Bürgerrechtler, Publizist, Historiker und Politiker
- Jacek Łukasiewicz (1934–2021), polnischer Lyriker und Literaturkritiker
- Bogusław Widawski (1934–1986), polnischer Fußballspieler
- Ryszard Zub (1934–2015), polnischer Fechter
- Nelly Toll (1935–2021), Autorin und Künstlerin
- Stanisław Jopek (1935–2006), polnischer Tenor, Vater von Anna Maria Jopek
- Nicholas Krawciw (1935–2021), Generalmajor der United States Army
- Maria Nowak (1935–2022), französische Wirtschaftswissenschaftlerin
- Leonid Rudnytzky (1935–2024), US-amerikanischer Literaturwissenschaftler
- Adam Dziewoński (1936–2016), polnischer Geophysiker und Seismologe
- Jerzy Gajek (1936–2017), polnischer Pianist und Musikpädagoge
- Abraham Lempel (1936–2023), israelischer Informatiker
- Roman Wiktjuk (1936–2020), ukrainisch-russischer Schauspieler, Theaterregisseur und Drehbuchautor
- Ryszard Wojtyllo (1936–2022), polnischer Schauspieler, Regisseur und Autor
- Janusz Onyszkiewicz (* 1937), polnischer Mathematiker, Bergsteiger, Politiker und Vizepräsident des Europäischen Parlaments
- Viktor Sidoruk (* 1937), sowjetischer Bogenschütze
- Mariusz Walter (1937–2022), Medienunternehmer in Polen, Mitgründer der TVN-Sendergruppe
- Zdzisław Hryniewiecki (1938–1981), polnischer Skispringer
- Wiesław Maniak (1938–1982), polnischer Leichtathlet
- Myroslaw Skoryk (1938–2020), Komponist
- Iryna Kalynez (1940–2012), Dichterin, Schriftstellerin, Politikerin und Dissidentin
- Zehava Jacoby (1940–1999), israelische Kunstgeschichtlerin
- Artur Olech (1940–2010), polnischer Boxer
- Zbigniew Olech (1940–2008), polnischer Boxer
- Andrzej Żuławski (1940–2016), polnischer Filmregisseur

### 1941 bis 1950
- Joanna Nittenberg (* 1942), österreichische Journalistin
- Wojciech Pszoniak (1942–2020), polnischer Schauspieler
- Jerzy Husar (1943–2020), polnischer Pianist und Komponist
- Elżbieta Sikora (* 1943), polnische Komponistin
- Adam Zagajewski (1945–2021), polnischer Schriftsteller, Lyriker und Essayist
- Oleksandr Donner (1948–2013), Handballspieler und -trainer
- Emanuel Ax (* 1949), US-amerikanischer Pianist
- Marta Litinskaja (* 1949), Schachspielerin und Mathematikerin
- Tatjana Lukina (* 1949), russische Schauspielerin und Autorin
- Soja Durjahina (* 1950), Metallurgin und Materialwissenschaftlerin

### 1951 bis 1960
- Grigori Jawlinski (* 1952), russischer Politiker
- Oleg Romanischin (* 1952), Schachspieler
- Alexander Beliavsky (* 1953), ukrainisch-slowenischer Schachmeister
- Adrian Mihalčišin (* 1954), slowenischer Schachspieler
- Anatoli Wiktorowitsch Strokatow (* 1955), russischer Tischtennisspieler
- Jurij Lanjuk (* 1957), Komponist, Cellist und Musikpädagoge
- Alexandra Marinina (* 1957), russische Krimi-Autorin
- Felix Levin (* 1958), Schachgroßmeister
- Sergei Obuchow (* 1958), russischer Politiker
- Jelena Waizechowskaja (* 1958), sowjetische Wasserspringerin und Olympiasiegerin
- Mark Zak (* 1959), Schauspieler und Autor
- Bohdan Makuz (* 1960), Turner

### 1961 bis 1970
- Arkadi Rotstein (* 1961), Schachgroßmeister
- Kostjantyn Schkolnyj (* 1961), sowjetischer Bogenschütze
- Zoya Schleining (* 1961), deutsche Schachspielerin
- Witali Manski (* 1963), russischer Dokumentarfilmregisseur
- Laryssa Mychaltschenko (* 1963), Diskuswerferin
- Iryna Farion (1964–2024), Philologin und Politikerin
- Michail Fridman (* 1964), Wirtschaftsführer und Oligarch in Russland
- Nasar Hontschar (1964–2009), Schriftsteller
- Jurij Durkot (* 1965), Übersetzer
- Lilija Hrynewytsch (* 1965), Politikerin
- Waléra Kanischtscheff (* 1965), Schauspieler und Synchronsprecher
- Iwan Lutschuk (* 1965), Schriftsteller
- Alona Kimchi (* 1966), Schriftstellerin
- Larisa Neiland (* 1966), sowjetische und lettische Tennisspielerin
- Oleksij Resnikow (* 1966), Politiker und Anwalt
- Oleh Luschnyj (* 1968), Fußballtrainer und sowjetisch-ukrainischer Fußballspieler
- Marina B. Neubert (* 1968), deutsche Schriftstellerin
- Oleh Tjahnybok (* 1968), Politiker
- Anschelika Warum (* 1969), russische Pop-Sängerin
- Oleh Machnizkyj (* 1970), Jurist und Politiker
- Dmitry Chepovetsky (* 1970), kanadischer Schauspieler und Autor
- Oleksandr Hontschenkow (* 1970), Radrennfahrer

### 1971 bis 1980
- Vitali Golod (* 1971), israelischer Schachgroßmeister
- Andrij Peschko (* 1972), Weihbischof von Krateia und Bischof von London
- Mychajlo Podoljak (* 1972), Journalist und politischer Beamter
- Mariana Sadovska (* 1972), Sängerin, Musikerin, Komponistin und Schauspielerin
- Ostap Semerak (* 1972), Politiker
- Roman Vidonyak (* 1972), Schachspieler und -trainer
- Herman Haluschtschenko (* 1973), Politiker
- Ruslana Lyschytschko (* 1973), Sängerin, Tänzerin, Produzentin und Komponistin
- Natalka Sniadanko (* 1973), Schriftstellerin, Journalistin und Übersetzerin
- Wolodymyr Demtschyschyn (* 1974), Banker und Politiker
- Halyna Kruk (* 1974), Schriftstellerin, Übersetzerin und Hochschullehrerin
- Tetjana Ostaschtschenko (* 1974), Generalstabsärztin
- Oleksandr Petriw (* 1974), Sportschütze
- Wassyl Slipak (1974–2016), Opernsänger
- Mark Tokar (* 1974), Jazzmusiker
- Andrij Melnyk (* 1975), Diplomat und Politiker
- Andriy Rabiy (* 1975), Weihbischof in Winnipeg
- Denys Schmyhal (* 1975), Politiker
- Andrij Bohdan (* 1976),  Anwalt, Leiter der Präsidialverwaltung der Ukraine
- Julija Charkiwska (* 1976), Skirennläuferin
- Wolodymyr Jeserskyj (* 1976), Fußballspieler
- Roman Dubasevych (* 1977), Kulturwissenschaftler und Hochschullehrer
- Oksana Wiktoriwna Hryschtschuk (* 1977), Juristin
- Andreas Kotelnik (* 1977), Profiboxer
- Evgeni Orkin (* 1977), Komponist und Klarinettist
- Jelysaweta Botschkarjowa (* 1978), Radsportlerin
- Ostap Slywynskyj (* 1978), Dichter, Übersetzer und Literaturkritiker
- Żanna Słoniowska (* 1978), ukrainisch-polnische Schriftstellerin, Journalistin und Übersetzerin
- Alina Bzhezhinska (* ≈1979), Harfenistin
- Maksym Rjabucha (* 1980), griechisch-katholischer Ordensgeistlicher und Weihbischof in Donezk
- Halyna Schyjan (* 1980), Schriftstellerin
- Sorjana Skalezka (* 1980), ukrainische Gesundheitsministerin

### 1981 bis 1990
- Andrij Chimjak (* 1981), ukrainisch griechisch-katholischer Geistlicher, Weihbischof in Kiew
- Stepan Sus (* 1981), ukrainisch griechisch-katholischer Bischof
- Andrij Kis (* 1982), Rennrodler
- Vasyl Lozynskyj (* 1982), Lyriker, Übersetzer, Essayist und Kurator
- Nasar Firman (* 1983), Schachspieler
- Dmytro Hratschow (* 1983), Bogenschütze
- Roksolana Byljakowska (* 1984), Naturbahnrodlerin
- Christina Daletska (* 1984), Opern- und Konzertsängerin
- Ljubko Deresch (* 1984), Schriftsteller
- Sofija Fedyna (* 1984), Politikerin, Moderatorin und Sängerin
- Anatoli Hurin (* 1984), Rennrodler
- Nadija Wolynska (* 1984), Orientierungsläuferin
- Jurij Hajduk (* 1985), Rennrodler
- Wiktorija Amelina (1986–2023), Schriftstellerin
- Natalja Hryhorenko (* 1986), Schachspielerin
- Jurij Kryworutschko (* 1986), Schachspieler
- Jana Schemjakina (* 1986), Degenfechterin
- Jelena Wesnina (* 1986), russische Tennisspielerin
- Andrij Wolokitin (* 1986), Schachgroßmeister
- Oleksandra Kohut (* 1987), Ringerin
- Radomyr Mokryk (* 1987), Historiker und Kulturwissenschaftler
- Jana Stadnik (* 1987), Ringerin
- Anna Nahirna (* 1988), Radsportlerin
- Mariya Stadnik (* 1988), aserbaidschanische Freistilringerin
- Stanislaw Horuna (* 1989), Karateka
- Jekaterina Lagno (* 1989), Schachspielerin
- Alla Tscherkassowa (* 1989), Ringerin
- Witalij Werheles (* 1989), Kanute
- Julija Blahynja (* 1990), Ringerin
- Anna Musytschuk (* 1990), slowenische Schachspielerin
- Anfissa Potschkalowa (* 1990), Degenfechterin
- Witalij Sacharow (* 1990), Naturbahnrodler

### 1991 bis 2000
- Stepan Irschak (* 1991), Naturbahnrodler
- Olessja Jaremtschuk (* 1991), Journalistin und Schriftstellerin
- Julija Melnyk (* 1991), Naturbahnrodlerin
- Iryna Netreba (* 1991), Ringerin
- Katarina Osadchuk (* 1991), australische Volleyballspielerin
- Ihor Senjuk (* 1991), Naturbahnrodler
- Andrij Tolopko (* 1991), Naturbahnrodler
- Marjan Husner (* 1992), Naturbahnrodler
- Alexander Ipatov (* 1993), Schachgroßmeister
- Olena Schchumowa (* 1993), Rennrodlerin
- Jaroslaw Scherebuch (* 1993), Schachgroßmeister
- Ksenija Panteljejewa (* 1994), Degenfechterin
- Olena Stezkiw (* 1994), Rennrodlerin
- Sofiia Yaremchuk (* 1994), italienisch-ukrainische Langstreckenläuferin
- Roman Jaremtschuk (* 1995), Fußballspieler
- Roman Hladysch (* 1995), Radsportler
- Witalij Andrejkiw (* 1996), Eishockeyspieler
- Serghei Tarnovschi (* 1997), moldauischer Kanute
- Julija Birjukowa (* 1998), Radrennfahrerin
- Solomija Bratejko (* 1999), Tischtennisspielerin
- Marjana Schostak (* 2000), Sprinterin
- Olena Smaha (* 2000), Rennrodlerin

## 21. Jahrhundert

### 2001 bis 2010
- Iwan Schelisko (* 2001), Fußballspieler
- Roman Yakuba (* 2001), Fußballspieler
- Diana Dmytryschyn (* 2002), Handballspielerin
- Olena Horodna (* 2004), Biathletin

## Mit Lwiw verbundene Personen
- Bernhard Meretyn († 1759), Architekt des Rokoko in Lwiw
- Joseph ben Meir Theomim (1727–1792), Rabbi und Rabbiner in Lemberg
- Ernst Traugott von Kortum (1742–1811), Jurist und Autor, ab 1785 österreichischer Beamter in Lemberg
- Sebastian Willibald Schießler (1790–1867), Schriftsteller, Ehrenbürger der Stadt
- Franz Xaver Wolfgang Mozart, (1791–1844) Pianist, Pädagoge, das zweite überlebende Kind von Wolfgang Amadeus Mozart, lebte ab 1808 bei und von 1813 bis 1838 in Lemberg.
- August Kunzek von Lichton (1795–1865), österreichischer Physiker und Mathematiker, lehrte von 1824 bis 1847 an der Lemberger Universität
- Ferdinand Weber von Ebenhof (1819–1893), böhmischer Mediziner, Geburtshelfer und Hochschullehrer, Professor und Chefarzt in Lemberg
- August Freund (1835–1892), galizischer Chemiker, arbeitete vor dem Krieg als Architekt in der Stadt
- Scholem Alejchem, (1859–1916), Schriftsteller, Gedenktafel an der Vulitsa Kotliarska, beschrieb seine Kindheit im autobiografischen Werk „Hohes Schloss“, das nach der früheren Burg auf dem Schlossberg benannt ist.
- Leon Reich, (1879–1929), Anführer der zionistischen Bewegung in Galizien
- Stefan Banach (1892–1945), polnischer Mathematiker, Begründer der modernen Funktionalanalysis und einer der Hauptvertreter der Lemberger Mathematikerschule
- Debora Vogel, (1900–1942), Dichterin, wurde mit ihrem Mann und dem fünfjährigen Sohn im Ghetto von Lemberg ermordet
- Simon Wiesenthal, (1908–2005), arbeitete von 1936 bis 1941 als Architekt in Lwiw
- Borys Buryak (* 1953), Maler, betreibt in Lwiw eine Schule für Zeichnung und Malerei
- Swjatoslaw Wakartschuk (* 1975), Sänger, Songwriter und sozialer Aktivist, in Lwiw aufgewachsen, studiert und Rockband Okean Elsy gegründet, Ehrenbürger der Stadt
- Rabbi Mordechai Bald, Tsori-Gilod-Synagoge

## Belege
1. ↑  Krauß, Karl Frh. von. In: Österreichisches Biographisches Lexikon 1815–1950 (ÖBL). Band 4, Verlag der Österreichischen Akademie der Wissenschaften, Wien 1969, S. 230.
2. ↑  Franz Philipp von Sommaruga: Krauß, Philipp Freiherr von. In: Allgemeine Deutsche Biographie (ADB). Band 17, Duncker & Humblot, Leipzig 1883, S. 85–88.
3. ↑  Kulik, Jakob Philipp. In: Österreichisches Biographisches Lexikon 1815–1950 (ÖBL). Band 4, Verlag der Österreichischen Akademie der Wissenschaften, Wien 1969, S. 341.
4. ↑  Siegmund 
  - Aleksander Fredro (1793–1876), polnischer Dramatiker, bedeutendster Komödienautor Polens

Günther: Kulik, Jakob Philipp. In: Allgemeine Deutsche Biographie (ADB). Band 17, Duncker & Humblot, Leipzig 1883, S. 361.
5. ↑  Glanz, Joseph. In: Österreichisches Biographisches Lexikon 1815–1950 (ÖBL). Band 2, Verlag der Österreichischen Akademie der Wissenschaften, Wien 1959, S. 1 f. (Direktlinks auf S. 1, S. 2).
6. ↑  Franz Brümmer: Dräxler, Karl. In: Allgemeine Deutsche Biographie (ADB). Band 48, Duncker & Humblot, Leipzig 1904, S. 75–77.
7. ↑  Jabłonowski, Karl Fürst. In: Österreichisches Biographisches Lexikon 1815–1950 (ÖBL). Band 3, Verlag der Österreichischen Akademie der Wissenschaften, Wien 1965, S. 50 f. (Direktlinks auf S. 50, S. 51).
8. ↑  Franz Brümmer: Rappaport, Moritz. In: Allgemeine Deutsche Biographie (ADB). Band 27, Duncker & Humblot, Leipzig 1888, S. 300 f.
9. ↑  Eintrag auf jewishencyclopedia.com
10. ↑  BerresPerrez, Joseph von. In: Österreichisches Biographisches Lexikon 1815–1950 (ÖBL). Band 1, Verlag der Österreichischen Akademie der Wissenschaften, Wien 1957, S. 77.
11. ↑  Eduard Kneifel: Bischof Dr. Julius Bursche. Sein Leben und seine Tätigkeit 1862–1942. (PDF; 18,2 MB) S. 211 – Selbstverlag des Verfassers (!), Vierkirchen 1980
12. ↑  Libuše Jirsak: Isidor Kršnjavi und die Schule der Kunstgeschichte, Fußnote S. 149 (PDF; 5,4 MB)
13. ↑  Perl, Frau Henriette. In: Sophie Pataky (Hrsg.): Lexikon deutscher Frauen der Feder. Band 2. Verlag Carl Pataky, Berlin 1898, S. 123 f. (literature.at).
14. ↑  Perl, Henriette; Ps. Henry Perl. In: Österreichisches Biographisches Lexikon 1815–1950 (ÖBL). Band 7, Verlag der Österreichischen Akademie der Wissenschaften, Wien 1978, ISBN 3-7001-0187-2, S. 423.
15. ↑  Rudolf Vierhaus: Deutsche biographische Enzyklopädie (DBE), Band 8. Walter de Gruyter, 2007, ISBN 978-3-598-25030-9.
16. ↑  Johann Hüttner: Necker (eigentlich Necheles), Moritz. In: Neue Deutsche Biographie (NDB). Band 19, Duncker & Humblot, Berlin 1999, ISBN 3-428-00200-8, S. 21 (Digitalisat).
17. ↑  Pokorny, Johann; Ps. Hans Weber-Lutkow. In: Österreichisches Biographisches Lexikon 1815–1950 (ÖBL). Band 8, Verlag der Österreichischen Akademie der Wissenschaften, Wien 1983, ISBN 3-7001-0187-2, S. 162.
18. ↑  Eintrag auf aeiou.at
19. ↑  The Legacy of David Josef Bach (Seite nicht mehr abrufbar, festgestellt im April 2019. Suche in Webarchiven)  Info: Der Link wurde automatisch als defekt markiert. Bitte prüfe den Link gemäß Anleitung und entferne dann diesen Hinweis. in: Centre for German-Jewish Studies
20. ↑  Ivana Rentzsch: Exil statt Opernkarriere. Das vergessene Werk Max Ettingers (1874–1951) – Ein Projekt des Schweizerischen Nationalfonds am Institut für Musikwissenschaft der Universität Bern. (PDF) In: SMG Schweizerische Musikforschende Gesellschaft, November 2003
21. ↑  Literatur von und über Leo Grünstein im Katalog der Deutschen Nationalbibliothek
22. ↑  Erich Wenneker: Völker, Karl. In: Biographisch-Bibliographisches Kirchenlexikon (BBKL). Band 12, Bautz, Herzberg 1997, ISBN 3-88309-068-9, Sp. 1547–1549 (Artikel/Artikelanfang im Internet-Archive).
23. ↑  Hansruedi Lerch: Raoul Alster. In: Historisches Lexikon der Schweiz.  25. April 2016, abgerufen am 28. Juni 2019.
24. ↑  Rose Rand Collection (Memento des Originals vom 6. August 2007 im Internet Archive)  Info: Der Archivlink wurde automatisch eingesetzt und noch nicht geprüft. Bitte prüfe Original- und Archivlink gemäß Anleitung und entferne dann diesen Hinweis. auf library.pitt.edu
25. ↑  Biografie (Memento des Originals vom 25. November 2010 im Internet Archive)  Info: Der Archivlink wurde automatisch eingesetzt und noch nicht geprüft. Bitte prüfe Original- und Archivlink gemäß Anleitung und entferne dann diesen Hinweis. auf gimpelmusicarchives.com
26. ↑  Regina Busch: Leopold Spinner, Reihe: Musik der Zeit – Dokumentationen und Studien – Band 6 (Sonderband) Boosey & Hawkes, Berlin 1987, ISBN 978-3-87090-206-3.
27. ↑  Kurzbio auf boosey.com
28. ↑  Kurzbio und Werkliste auf classical-composers.org